# Matthias Feldmann
Matthias Feldmann (* 29. Dezember 1747 in Hillerød, Dänemark; † 17. April 1824 in Glückstadt) war ein königlich dänischer Konferenzrat, Vize- und Landkanzler und Kommandeur des Danebrogordens.

## Leben
Feldmann stammte aus einer Holsteiner Familie, die zu Anfang des 18. Jahrhunderts nach einer Verwicklung in ein Duell aus dem damals großfürstlichen Teil des Landes nach Dänemark versetzt worden war. Er wurde in Friedrichsburg auf der dänischen Insel Seeland geboren, wo sein Vater als Regimentsquartiermeister und Proviantkommissar beschäftigt war und der im Frühling des folgenden Jahres in gleicher Funktion nach Glückstadt versetzt wurde.
Er besuchte die Schule in Plön und das Gymnasium in Altona und studierte nach seiner Schulzeit Jura an den Universitäten Kiel und Göttingen. Nach bestandenem Examen wurde er unter der damaligen holsteinischen Landesregierung als Auskultant (Zuhörer, Beisitzer ohne Stimmrecht) in Glückstadt eingesetzt, wo er für die nächsten Jahre verblieb, ohne befördert zu werden. Feldmann erbte einen großen Teil des väterlichen Vermögens, das jedoch wegen der Inflation und steigender Kornpreise dahinschmolz. In seinem Elternhaus hatte er Umgang mit Heinrich Wilhelm von Gerstenberg, den er noch von Altona her kannte und der die erste Ausgabe seiner „Tändeleien“ Feldmanns drei früh verstorbenen Schwestern widmete.
Der Vater führte ein gastliches, kultiviertes Haus und ließ z. B. aus Goethes Götz von Berlichingen vorlesen. Auch Feldmann behielt sein ganzes Leben lang seine Neigung für Geselligkeit und für die Literatur und erweiterte bis ins fortgeschrittene Alter seine Bibliothek mit literarischen Werken.
Der König beförderte Feldmann im Laufe der Jahre zum Etatskonferenzrat und 1801 und 1802 zum Land- und Vizekanzler und verlieh ihm den Dannebrogorden. Als Vizekanzler vertrat er den Kanzler während dessen Abwesenheit im Direktorium. Er erwarb das sogenannte „Turmhaus am Deich“ von Peter Graf Ranzau. (Heute Wiebke-Kruse-Turm, Am Hafen 40) 1803 wohnte er im Haus Große Kremper Straße 109 (Heute Große Kremper Kremper 18, Ecke Markt). Ökonomische Verhältnisse und sein schwankender Gesundheitszustand hatten eine Eheschließung verhindert. Nachdem seine wirtschaftlichen Verhältnisse gesichert waren, verheiratete er sich am 2. April 1803 mit Elisabeth Agneta von Cossel, Tochter des Etatsrats Paridon Nicolaus von Cossel und dessen Frau Beata Elisabeth von Cossel.
Am 5. Dezember 1813 verließ er wegen der Belagerung von Glückstadt die Stadt zusammen mit einigen anderen und der königlichen Kasse in Richtung Schleswig. Sie kamen allerdings nur bis Itzehoe. Am 28. Januar 1814 leitete er bereits die erste Sitzung des Obergerichts in Glückstadt nach der Belagerung. Nachdem er 1819 einen Blutsturz erlitten hatte, blieb seine Gesundheit angeschlagen. Er verstarb 1824 nach kurzer Krankheit. König Friedrich VI. setzte seiner Witwe eine Pension von 400 Rigsbankdaler aus, und der Tochter zu deren Vermählung von 100 Rigsbankdaler.